# Short Range Certificate
Short Range Certificate (SRC), i Finland benämnt Kusttrafikcertifikat, är ett intyg som berättigar innehavaren att vara radiooperatör på det marina VHF-bandet. Kunskapskraven för SRC är fastställda av Internationella teleunionen och intyget är följaktligen giltigt i alla medlemsstater.
I Sverige utfärdas SRC av Nämnden för båtlivsutbildning på uppdrag av Post- och telestyrelsen och ersatte från år 2000 det tidigare Radiotelefonicertifikat D. Till skillnad från sin föregångare berättigar SRC till användande av VHF-apparat med digitalt selektivanrop (DSC), innehavare av äldre certifikat är fortsatt behöriga att använda VHF men endast om apparaten saknar DSC.